# Sneboldeffekt
Sneboldeffekt er en måde at karakterisere enhver proces, der starter i et lavt stadie, og langsomt bygges op til et langt større stadie. Er der tale om en dårlig proces, findes der flere andre metaforer til beskrivelse af processen, såsom "nedadgående spiral" eller "ond cirkel". Er der tale om en god proces kan man f.eks. tale om synergieffekt eller en god cirkel.
Det sproglige billede omhandler at rulle en lille snebold ned af en bjergside dækket med sne. Snebolden samler sne op på sin vej ned af bjerget og bliver større og større. Der er altså tale om noget meget småt, der udvikler sig til noget meget stort, som regel uden udefrakommende indvirkninger. 
Betegnelsen  bruges om en sag eller en situation, som i sit udspring er småt, men som med tiden river andre sager med sig i en progressiv proces, drevet af ustyrlige kræfter. En sag, som starter småt, men vokser vildt og uberegneligt, rivende alt muligt med sig i et afsluttende kaotisk brag.
| Sprog | Spire Denne artikel om sprog er en spire som bør udbygges. Du er velkommen til at hjælpe Wikipedia ved at udvide den. |